# Karl Michael Knittel senior
Karl Michael Knittel senior (* 22. April 1904 in Memmingen; † 6. Januar 1972 in Lörrach) war ein deutscher Werbefachmann, der in den 1930er Jahren für eine Modernisierung der Werbung besonders im Automobilbereich sorgte.

## Leben
Er war Sohn eines Schreinermeisters und machte in Memmingen eine Kaufmannslehre. Als Volontär in der Werbeabteilung arbeitete er in Dessau bei Junkers und brachte es bis zur Position des Leiters dieses Bereichs. Auch lernte er in der Firma seine Frau kennen. Knittel machte sich 1927 selbstständig als freier Werbeberater; ein Kunde war 1929 das ADKA-Karosseriewerk München. Anschließend stand bis 1930 Werbung für den Einspurwagen der Firma Mauser an, daneben bewarb er das Sport- und Jagdwaffensortiment dieses Unternehmens. Unter Mitwirkung des Frankfurter Fotografen Paul Wolff entstand von 1932 bis 1935 die Werbung für die Neuen Röhr Werke, deren Werbeleitung Knittel übernommen hatte. Nicht da gewesen war es bis dahin in der Automobilbranche, zusammen mit den zu bewerbenden Fahrzeugen attraktive junge Damen abzulichten. Knittel sah sich selbst als „den ersten Werbefachmann in Deutschland“, für die Arbeit bei Röhr konnte er zusätzlich den Zeichner Theo Matejko und den Werbegrafiker Bernd Reuters gewinnen. Karl Michael Knittel lebte während jener Zeit in Ober-Ramstadt – er wählte für eine andere Arbeit nach 1952 den Ort erneut als Wohnsitz – und wechselte nach dem endgültigen Aus bei Röhr in die Werbeabteilung des Unternehmens Maybach in Friedrichshafen. Nach dem Zweiten Weltkrieg war er in Frankfurt Leiter der Berliner Werbeagentur Werba KG.